# Вікіпедія мовою суахілі
Вікіпедія мовою суахілі (суах. Wikipedia Kiswahili) — розділ Вікіпедії статті якого написані мовою суахілі.
Дата відкриття розділу — 8 березня 2003.
2009 року Google спонсорував створення статей у Вікіпедії мовою суахілі.
20 червня 2009 змінився вигляд головної сторінки.
На 28 березня 2010 кількість статей в цьому розділі становила 16785, що дозволяло їй займати 74 місце серед усіх Вікіпедій. А 28 травня 2011 кількість статей зросла до 21557. Вікіпедія мовою суахілі — єдиний з розділів написаних нігеро-конголезькими мовами, що містить більш ніж десять тисяч статей, і, крім того, найбільший розділ серед Вікіпедій мовами Африки.
Вікіпедія мовою суахілі станом на 25 червня 2025 року містить 100 019 статей, 78 707 зареєстрованих користувачів, 474 активних дописувачів, 15 адміністраторів
. Загальна кількість сторінок у Вікіпедії мовою суахілі — 198 669, редагувань — 1 431 206, завантажених файлів — 1188
. Глибина (рівень розвитку мовного розділу) Вікіпедії мовою суахілі дуже мала і становить лише 7 пунктів
. 